# Petr Plátenik
Petr Plátenik (Světlá nad Sázavou , 16 maart 1981) is een Tsjechisch volleyballer, gespecialiseerd als buitenaanvaller.

## Sportieve successen

### Club
Tsjechisch kampioenschap:
- 2002, 2013
- 2001

Belgische Supercup:
- 2002, 2003

Beker van België:
- 2003, 2004

Belgisch kampioenschap:
- 2003, 2004

Griekse kampioenschap:
- 2005

Italiaansee Beker:
- 2006

CEV Cup:
- 2009

Turkse Beker:
- 2010

Turks Kampioenschap:
- 2010
- 2012

### Nationaal team
Europese Volleyballeague:
- 2004

## Individuele onderscheidingen
- 2004: "Most Valuable Player" Europese Volleyballeague